# IC 954
IC 954 ist eine Galaxie vom Hubble-Typ S/P im Sternbild Kleiner Bär am Nordsternhimmel. Sie ist schätzungsweise 409 Millionen Lichtjahre von der Milchstraße entfernt.
Das Objekt wurde am 7. Juni 1888 von dem US-amerikanischen Astronomen Lewis Swift entdeckt.